# Literaturförderpreis der Stadt Mainz
Der Literaturförderpreis der Stadt Mainz für junge Autoren wird jedes zweite Jahr durch die Stadt Mainz vergeben. Er richtet sich an Autoren, die nicht älter als 34 Jahre sind. Sie müssen einen deutlichen Lebensbezug zur Stadt Mainz haben, bisher nur wenige Veröffentlichungen vorweisen können und ihre Texte sollen eine sprachliche und/oder inhaltliche Innovation darstellen. Die anonyme Ausschreibung wird vom LiteraturBüro Mainz organisiert.

## Liste der Preisträger
1. 1987: Monika Preiß
2. 1988: Daniel Gutmann
3. 1991: Mark Piella
4. 1993: Marcus Braun
5. 1995: Anke Velmeke
6. 1997: Tobias Rausch
7. 1999: Ralf Schwob
8. 2001: Sarah Alina Grosz
9. 2003: Moritz Heger
10. 2005: Nora Liebmann
11. 2007: Henriette Clara Herborn
12. 2009: Sebastian Spengler
13. 2011: Christina Stein
14. 2013: Andelka Krizanovic[1]
15. 2015: Matthias Boosch[2]
16. 2017: Leonie Höckbert[3]
17. 2019: Emily Grunert[4]